# Truffa (ordinamento italiano)
La truffa, nel diritto italiano,  è l'ottenimento di un vantaggio a scapito di un altro soggetto indotto in errore attraverso artifici e raggiri.

## Descrizione
Nell'ordinamento giuridico italiano la truffa è un reato previsto dall'art. 640 del codice penale ed è un esempio di reato a forma vincolata. È definita come attività ingannatoria capace di indurre la parte offesa in errore attraverso artifici e raggiri per indurla a effettuare atti di disposizione patrimoniale che la danneggiano e favoriscono il truffatore o altri soggetti, procurando per questi ultimi un profitto corrispondente al danno inferto alla vittima. "Chiunque, con artifizi o raggiri, inducendo taluno in errore, procura a sé o ad altri un ingiusto profitto con altrui danno, è punito con la reclusione da sei mesi a tre anni e con la multa da cinquantuno euro a milletrentadue euro. La pena è della reclusione da uno a cinque anni e della multa da trecentonove euro a millecinquecentoquarantanove euro:
1. se il fatto è commesso a danno dello Stato o di un altro ente pubblico o col pretesto di far esonerare taluno dal servizio militare [c.p.m.p. 162, 32quater];
2. se il fatto è commesso ingenerando nella persona offesa il timore di un pericolo immaginario o l'erroneo convincimento di dovere eseguire un ordine dell'Autorità [649].

Il delitto è punibile a querela della persona offesa, salvo che ricorra taluna delle circostanze previste dal capoverso precedente o un'altra circostanza aggravante"
È un reato a dolo generico e di evento, cioè si consuma nel momento della verifica dell'evento dannoso per la vittima e proficuo per il reo.
È normalmente perseguibile a querela di parte.
È perseguibile d'ufficio in presenza delle seguenti aggravanti:
- l'avere profittato di circostanze di tempo, di luogo o di persona, anche in riferimento all'età, tali da ostacolare la pubblica o privata difesa (art.61 n.5 CP);
- l'aver cagionato danno patrimoniale di rilevante entità (art.61 n.7 CP);
- se la truffa è a danno dello Stato o di altro ente pubblico
- se è commessa facendo nascere nella persona offesa il timore di un pericolo immaginario o l'erroneo convincimento di dover eseguire un ordine dell'autorità.

Sono previste inoltre speciali fattispecie di reato autonome, ovvero la truffa aggravata per il conseguimento di erogazioni pubbliche (art. 640-bis C.P.), la frode informatica (art. 640-ter C.P.) e la frode assicurativa (art. 642 C.P.).
Secondo il codice del consumo è inoltre possibile intentare un'azione collettiva (class action) in caso di truffa che coinvolga una pluralità di individui che abbiano un diritto leso comune.
In dottrina e giurisprudenza si è posto il problema della configurazione del concorso formale fra il delitto di truffa e quello di millantato credito; con la riforma dell'art. 346 bis c.p., effettuata nel 2019, tale concorso formale sembrerebbe ancora ammissibile.

## I possibili danni alle persone
La truffa ai danni dei singoli, come quelle che colpiscono le società, consistono in primo luogo nell'individuare le vulnerabilità della vittima (stato di salute fisico, psicologico, economico, gusti e preferenze personali) operando in tre fasi: 
1. raccolta illegale di informazioni personali (dati anagrafici, medici, abitudini quotidiane, età), con telefonate, pedinamento o interrogazione di vicini di casa impersonando pubblici ufficiali, amici, tecnici riparatori.
2. uso delle informazioni per scegliere la truffa che meglio si adatta alla vittima.
3. scelta del momento e del luogo ideale, spesso un orario in cui un condominio o un vicinato sono meno frequentati o in cui la vittima è sola in casa, o se in piena strada, simulando una situazione di emergenza (es. un incidente).

Le truffe più diffuse sono più spesso a danno di persone sole, spesso anziani ma anche coloro che soffrono di una situazione di disagio, malattia o che non sono in grado di intendere e di volere (circonvenzione di incapace), perciò meno attente ai pericoli esterni.

## Strumenti e tecniche utilizzate
Il truffatore può carpire la buona fede di una persona per diversi scopi:
1. raccogliere dati sensibili senza il consenso dell'interessato (violazione della privacy) per vendere i dati ricavati a terzi.
2. farsi dare soldi in cambio di beni o servizi inesistenti.
3. fare firmare un contratto-capestro con la scusa di raccogliere delle firme per una petizione.
4. introdursi in casa altrui e portare via beni di valore distraendo la vittima con l'aiuto di un complice.
5. richiedere un congruo anticipo su un'eredità (finte tasse o spese postali), un premio, un posto di lavoro fittizio.
6. richiedere una partecipazione azionaria a una società fittizia dietro promessa di ingenti guadagni.
7. assumere un rappresentante o un artigiano chiedendogli però di anticipare le spese per l'acquisto dei materiali di lavorazione.
8. fare lavorare gratis una persona spacciando la propria società per ente senza scopo di lucro.
9. usare illegalmente i diritti di autore di una persona per le proprie pubblicazioni.
10. indurre con l'inganno un utente internet a fare una connessione (cfr. dialer, malware) particolarmente costosa.
11. indurre con l'inganno a telefonare a un numero a tariffa elevata (spesso un numero con 899.. o prefisso estero 00..).
12. vendere un prodotto con pubblicità ingannevole, descrivendolo o ritraendolo come migliore (talvolta diverso) o meno costoso di quanto non sia in realtà.
13. indurre con l'inganno a firmare un contratto di assunzione per un impiego/prestazione diverse da quelle specificate o diversamente retribuito rispetto a quanto specificato o con mansioni o orari extra rispetto al contratto (cfr. diritto del lavoro, sindacato).

Il truffatore può sollecitare con l'inganno via telefono, e-mail o finte televendite inducendo a:
1. acquisti di beni inesistenti o di valore inferiore a quello dichiarato,
2. richiedendo numeri di carte di credito o debito con vari stratagemmi, ad esempio una donazione per false associazioni benefiche.
3. indurre dolosamente la vittima ad attivare contratti per servizi non richiesti.

In tutti i casi però la sola telefonata o l'invio di e-mail (spam) senza previo consenso della persona costituisce da solo (anche in assenza di dolo) estremo di reato (violazione della privacy).
Frequenti sono anche le richieste di compensi elevati a immigrati dietro promessa di rilascio del permesso di soggiorno o della cittadinanza italiana. Molte sono oggi le donne straniere che lasciano il loro paese dietro promessa di un lavoro, ma che sono poi costrette con la forza a prostituirsi o esercitare delle attività illecite.
Alcune sette e presunti "maghi" con falso proselitismo o dietro promessa di guarigioni miracolose mettono in pericolo la vita stessa della persona, spesso inducendolo all'alienazione dai propri beni, dalla propria famiglia e/o alla rinuncia delle cure mediche indispensabili alla guarigione. Pur essendo stato abolito il reato di plagio, il reato di circonvenzione di incapace può essere invocato a difesa della vittima se la perizia psichiatrica ne accerti la incapacità temporanea o permanente per avvenute pressioni psicologiche sulla persona.